# Margaret Herrick Library
Die Margaret Herrick Library ist die Bibliothek der Academy of Motion Picture Arts and Sciences (AMPAS). Die auf filmwissenschaftliche Schriften und Materialien spezialisierte Filmbibliothek ist eine der weltweit umfangreichsten Sammlungen auf dem Fachgebiet der Filmbranche. Sie hat ihren Sitz seit 1991 im Fairbanks Center for Motion Picture Study in Beverly Hills und ist kostenfrei für die Öffentlichkeit zugänglich.
Die Bibliothek ist nach Margaret Herrick benannt, der ersten Leiterin des Hauses und späteren Executive Director der Academy.

## Geschichte
Die Bibliothek wurde 1928 begründet, ein Jahr nach Gründung der Academy. Sie hatte ihren Sitz zunächst in den Räumlichkeiten der Academy im Hollywood Roosevelt Hotel, wo sie eher die Funktion eines Empfangsbereichs hatte, in dem die Mitglieder der Academy Zeitschriften und Bücher lesen konnten.
In den ersten Jahren wurden vor allem Material zu technischen Themen wie Filmformaten oder dem damals neuen Tonfilm gesammelt. Zudem archivierte die Bibliothek Filmzeitschriften und Filmbücher und stellte sie den Mitgliedern der Academy zur Verfügung. Nachdem ab Mitte der 1930er Jahre das Interesse an den jährlichen Oscar-Verleihungen auch außerhalb der Filmbranche anstiegen war, begann man auch mit dem Archivieren von Zeitschriften- und Zeitungsartikeln zu den produzierten Filmen.
1936 wurde Margaret Gledhill (damals noch in erster Ehe mit Donald Gledhill verheiratet) als Bibliothekarin der Academy für ein symbolisches Gehalt von einem Dollar pro Jahr angestellt. Sie begann schnell damit, die Bibliothek zu erweitern und zu strukturieren. 1947 erhielt die Bibliothek maßgeblich durch ihre Initiative die William Selig papers, die erste größere Akzession der Bibliothek. Mit zahlreichen weiteren Erwerbungen baute Herrick die Bibliothek zu einem wichtigen Zentrum der filmwissenschaftlichen Forschung auf. Als sich Herrick 1971 in den Ruhestand zurückzog, wurde die von ihr maßgeblich geprägte Bibliothek der Academy ihr zu Ehren Margaret Herrick Library benannt.
Seit 1984 werden wichtige Produktionsnotizen und Zeitungsausschnitte auf Mikrofilm archiviert. Stand 2008 enthielt die Bibliothek über 32.000 Bücher, 2.400 Zeitschriften, 80.000 Drehbücher, 300.000 Zeitungsausschnitte, 35.000 Poster, Kino-Aushänge, Pressehefte und andere Werbematerialien, über 10 Millionen Fotografien, über 1.000 Manuskripte und Kollektionen von Branchenvertretern, Filmstudios und Organisationen, Partituren, Soundtracks und Tonaufnahmen, Produktions- und Kostümskizzen, Gegenstände und Oral-History-Interviews.
Die Bibliothek zog 1991 nach einer umfangreichen Renovierung für 5 Mio. US-Dollar in das Gebäude des früheren Wasserwerks von Beverly Hills um, das seitdem den Namen Fairbanks Center for Motion Picture Study trägt.

## Finanzierung
Die Academy of Motion Picture Arts and Sciences finanziert sich in erster Linie über die Fernsehverträge für die jährlichen Oscar-Ausstrahlungen. Aus diesen Einkünften wird auch die Bibliothek finanziert. Ein Aufsichtsrat prüft jährlich die Aktivitäten der Bibliothek und genehmigt ein Budget für das nächste Fiskaljahr.